# 曲げ強さ

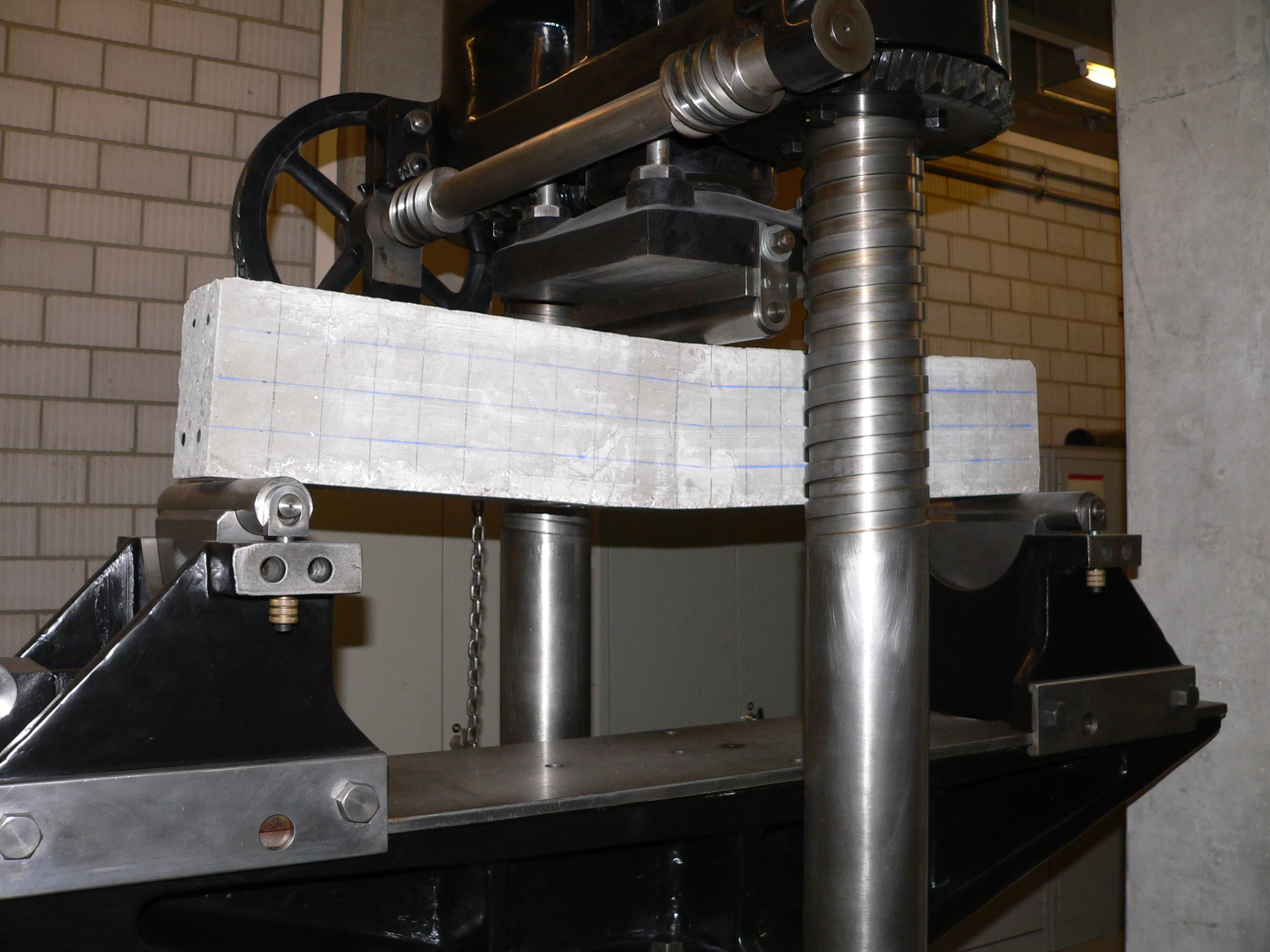
コンクリート製のはり部材に対する曲げ試験の様子

曲げ強さ（まげつよさ、英語: flexural strength, bending strength）とは、曲げ試験において試験片が破壊に至るまでの最大荷重を基に算出した曲げ応力の値。抗折力（こうせつりょく）とも呼ぶ。引張試験における引張強さに相当する。材料定数の一つとしてみなされ、曲げ強さを求める曲げ試験方法は規格で標準化されている。曲げ試験のことを抗折試験とも呼ぶ。

## 計算式

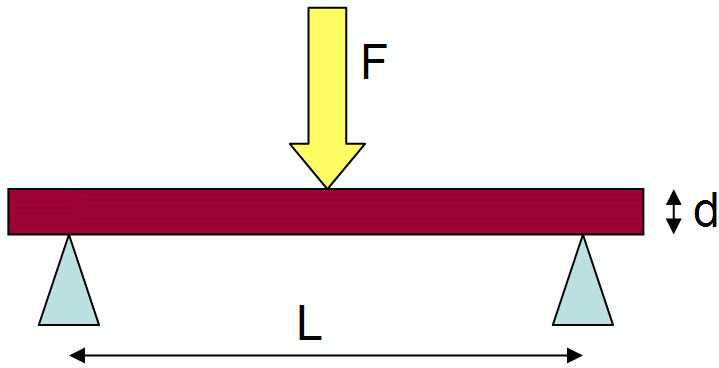
3点曲げ試験

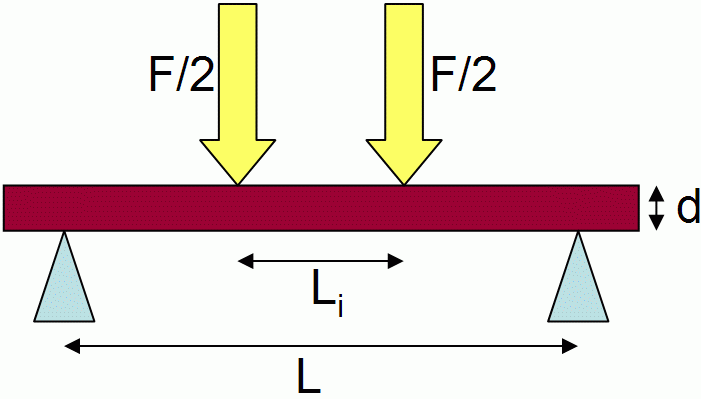
4点曲げ試験

曲げ試験で求められる曲げ強さσfMは以下のように求められる。
{\displaystyle \sigma _{fM}={\frac {M_{max}}{Z}}}
ここで、Mmax：曲げ試験における最大曲げモーメント、Z：試験片の断面係数である。試験片断面形状が幅w、高さtの矩形断面か、直径dの丸棒であればZは以下のように求まる。
矩形断面の場合
{\displaystyle Z={\frac {wt^{2}}{6}}}
丸棒の場合
{\displaystyle Z={\frac {\pi d^{3}}{32}}}
曲げ強さを求める曲げ試験の標準形式には、3点曲げによるものと4点曲げによるものがある。試験片を支える支点は可動支点として働く。試験片が破壊に至るまでの最大荷重をFmax、支点間距離をL、荷重点間距離（4点曲げのみ）をLiとして、Mmaxは以下のように求まる。
3点曲げの場合
{\displaystyle M_{max}={\frac {F_{max}L}{4}}}
4点曲げの場合
{\displaystyle M_{max}={\frac {F_{max}(L-L_{i})}{4}}}

## 規格
プラスチックやセラミックス材料などの曲げ強さを求める試験方法は工業規格で規定されている。以下に例を示す。
日本産業規格
- JIS K 7171 プラスチック−曲げ特性の求め方
- JIS R 1601 ファインセラミックスの室温曲げ強さ試験方法
- JIS R 1604 ファインセラミックスの高温曲げ強さ試験方法
- JIS R 1624 ファインセラミックス接合の曲げ強さ試験方法
- JIS R 1664 ファインセラミックス多孔体の曲げ強さ試験方法
- JIS R 2213 耐火れんがの曲げ強さの試験方法
- JIS R 2619 耐火断熱れんがの曲げ強さの試験方法
- JIS R 2656 耐火れんが及び耐火断熱れんがの熱間曲げ強さ試験方法

国際規格
- ISO 178   プラスチック - たわみ特性の測定
- ISO 3327  超硬合金 - 曲げ強さ(抗折力)の測定方法
- ISO 5014  緻密質耐火れんが及び耐火断熱れんが - 常温における曲げ強さの測定
- ISO 14704 ファインセラミック(先進セラミック、先進技術セラミック) - モノリシックセラミックの室温における曲げ強さ試験方法
- ISO 16978 木材ベースパネル - 曲げにおける弾性係数及び曲げ強さの測定